# L'imboscata (film 1939)
L'imboscata (Pièges) è un film del 1939, diretto da Robert Siodmak.
Ebbe un remake: Lo sparviero di Londra, diretto da Douglas Sirk (1947).

## Trama
Un serial killer uccide giovani ragazze che lavorano nei locali notturni attirandole con inserzioni negli annunci personali. Una giornalista collabora con la polizia nelle indagini, incontrando una serie di personaggi ora inquietanti ora squilibrati.